# Campodorus orientalis
Campodorus orientalis är en stekelart som beskrevs av Dmitriy R. Kasparyan 1998. Campodorus orientalis ingår i släktet Campodorus och familjen brokparasitsteklar. Inga underarter finns listade.